# الجريفة
الجريفة قرية سعودية في منطقة الرياض. وهي من بلدان إقليم منطقة الوشم التاريخي التابعة لمحافظة شقراء، وتبعد عن العاصمة الرياض 200 كم تقريباً.

## نبذة
تعود نشأة بلدة الجريفة إلى ما قبل القرن الثالث الهجري، ولانبالغ إذا قلنا أنها كانت قائمة في عصر صدر الإسلام حسبما تشير إليه المصادر التاريخية والجغرافية، وقد كانت تسمى "الجُرفَة" في القرن الثالت الهجري ويسكنها بني عدي الرباب، ثم سكنها كما تذكر الروايات قومُ من بني هلال، ثم بعد ذلك سكنها فرع من قبيلة سبيع يسمون "العرينات"، ويبدو أن اسم البلدة صُغِّر إلى اسمها الحالي وهو " الجريفة" وذلك بسبب قلة السكان وصغر المساحة، ولكن هؤلاء الأخيرين انتقلوا من البلدة بسبب وكانت وجهتهم فيما يبدو إلى بلدة " العطار" الموجودة في إقليم " سدير" المجاورة وتركوا هذه البلدة خالية من السكان. وبعد رحيل العرينات من البلدة وتركها خالية، اشترى حسن بن وضاخ من آل جدي من بني هاجر (جد آل تويم) وخاله من (آل جارالله) هذه البلدة من العرينات بسبعين جديدة، وعمّر الرجلان هذه البلدة من جديد في موقعها الحالي وأخذا في حفر الآبار فكانت أول بئرين هما: بئري (الطويلعة والميح).وبعد استقرار عائلتان (عائلتي حسن بن وضاخ وتعرف ذريته بآل تويم وعائلة ابن جارالله وتعرف ذريته بآل فارس)، ومرور زمن ليس بالقليل أخذت الأسر تهاجر إليها من مختلف المدن المجاورة طلباً للمعيشة في هذه البلدة الحديثة. وهكذا قامت هذه البلدة من جديد، وأصبحت مكانا يقصد لطلب العيش، وأخذ السكان في الازدياد، وتعاقب أحفاد حسن بن وضاخ على إمارة البلدة فكان أول أمرائها الأمير/محمد بن حسن بن وضاخ عام 1246هـ حسب ماوجد في وثيقة بيع تخص أهالي البلدة، ثم ابنه عبد الله الذي سمي (تويم)، ثم ابنه/عبد العزيز بن تويم، ثم أبنه عبد الله ثم أخاه سعد الذي مكث في الأمارة طويلا حتى عام 1393هـ عندما كف بصره، فخلفه ابنه سليمان والذي توفي عام 1396هـ وقد انتقل خلالها أهالي البلدة من البيوت الطينية القديمة الموجودة آثارها حالياً إلى الغرب منها.
زار الملك سلمان بن عبد العزيز الجريفة في 1975 عندما كان أميرا لمنطقة الرياض، وأمر بإنشاء طريق مزفلت يربطها بما جاورها من المدن.

## الموقع
تقع بلدة الجريفة في خط طول (45.16)ْ شرقاً، ودائرة عرض (25.32)ْ شمالا، وبهذا فهي واقعة غربي جبل طويق وشرقي نفوذ عريق البلدان في طرفه الشمالي، وتعد هذه البلدة تابعة لما يعرف قديما بإقليم الوشم، وقد قامت البلدة ومزارعها على جانبي مجرى وادي صغير (شعيب)، كما تبعد بلدة الجريفة عن وسط العاصمة الرياض بما يقارب (200)كلم إلى الشمال الغربي منها، وتتبع إداريا بواسطة محافظة شقراء والتي تبعد عن الجريفة حوالي (40)كلم.

## التسمية
تنطق بضم الجيم وفتح الراء وياء ساكنة ففاء فتاء مربوطة بالتصغير.

## الجريفة في التاريخ
- يقول الشيخ عبدالله البسام في كتابه: تحفة المشتاق في اخبار نجد والحجاز والعراق أنهُ في عام 1071هـ صادف فرع من قبيلة عنزة غزواً للضفير في الحمادة بالقرب من الجريفة؛ فأخذوهم وقتلوهم عن آخرهم".[5]
- يقول أحمد المنقورفي تاريخه:«أنهُ في عام 1104هـ حصلت وقعة الجريفة بين الفضول وآل ظفير».[6]
- ذكر الحادثة أيضاً المؤرخ أحمد الفاخري حيث لم يذكر القبيلتين بل اكتفى بذكر الواقعة فقط حين قال:«في سنة 1104هـ وقعة الجريفة، وحصار ابن جاسر 1104هـ الفضلي في أشيقر، وأظهره بنو حسين»[7]
- ذكر الأطلس التاريخي للملكة العربية السعودية أن بلدة الجريفة واقعة على طريق بعض الحملات السعوية، ومن هذه الحملات ما يتجه إلى بلدان القصيم، أو المجمعة، أو الرياض.[8]

## أبرز الأنشطة الأقتصادية
- الزراعة
- الرعي
- التجارة.[9]

## وصلات خارجية
- تاريخ بلدة الجريفة بالوشم.